# Sint-Nicolaasgodshuis

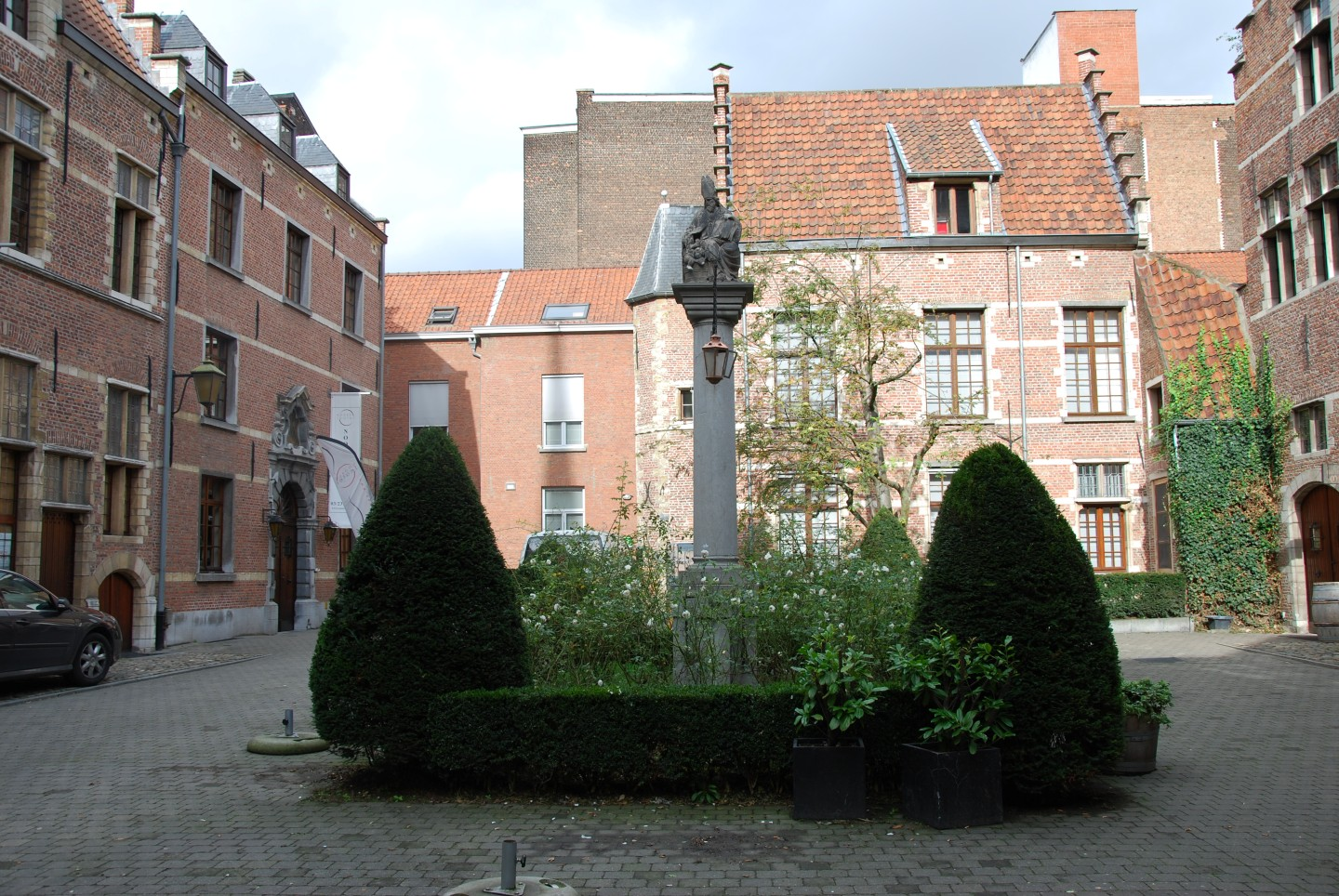

Het Sint-Nicolaasgodshuis of Sint-Niklaasgodshuis aan de Lange Nieuwstraat en Sint-Nicolaasplaats is een voormalig godshuis in de stad Antwerpen. Het gaat om een klein plein omgeven door enkele oude huizen en een Sint-Niklaaskapel, met in het midden een beeld van de heilige Nicolaas van Myra, de patroonheilige van de meerseniers (schoenlappers, kleermakers, tinnegieters, kruideniers). Het godshuis werd opgericht in 1422 door de ambachtslieden van de meerseniers om er verarmde leden van hun ambacht in op te vangen. De gebouwen boden voordien onderdak aan het gasthuis der Falcontinnen. In 1423 werd de kapel van het nieuwe gildegodshuis toegewijd aan Sint-Niklaas, de patroonheilige van de meerseniers. Tijdens het Franse bewind kwam het godshuis onder toezicht van het Bestuur der Burgerlijke Godshuizen. Het diende tot 1842 als huisvesting voor bejaarden en behoeftigen. De kapel werd in 1876 als bidplaats gesloten en werd een magazijn voor tapijten. In 1958-1968 werd het gebouwencomplex op initiatief van de Commissie voor Openbare Onderstand grondig gerenoveerd en door de architect Fritz Van Averbeke. Daarbij werden de kapel vrijgemaakt, alle bepleisterde gevels gedecapeerd, de interieurs volledig vernieuwd, en een barokpoortje toegevoegd. De poppenschouwburg Van Campen nam haar intrek in de kapel. Het pleintje fungeert als een soort cultureel centrum waar verschillende theatergezelschappen, waaronder de Violieren, een van de aloude rederijkerskamers van de stad Antwerpen, hun vaste stek hebben. Het godshuis is een beschermd monument.

## Afbeeldingen

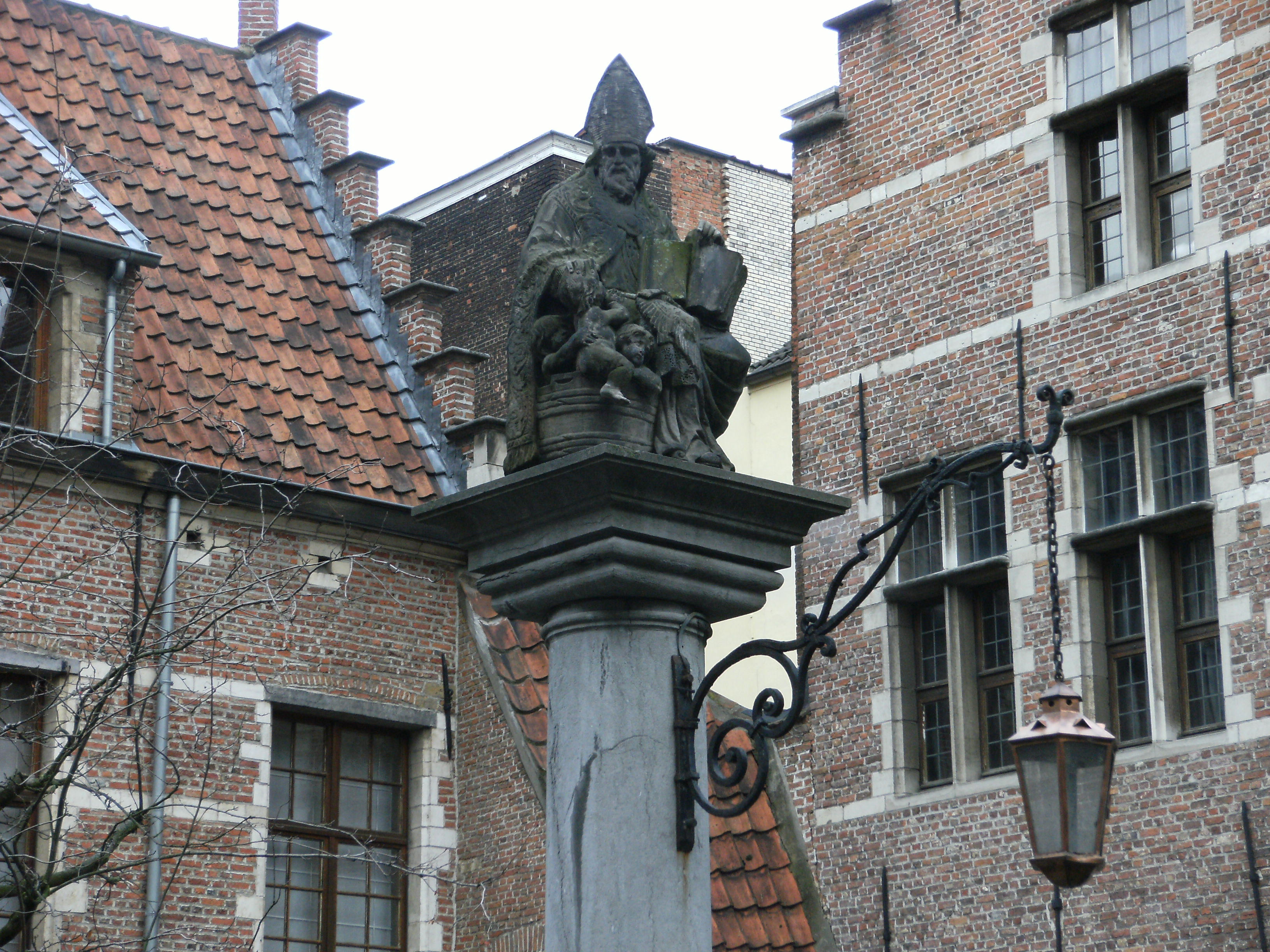
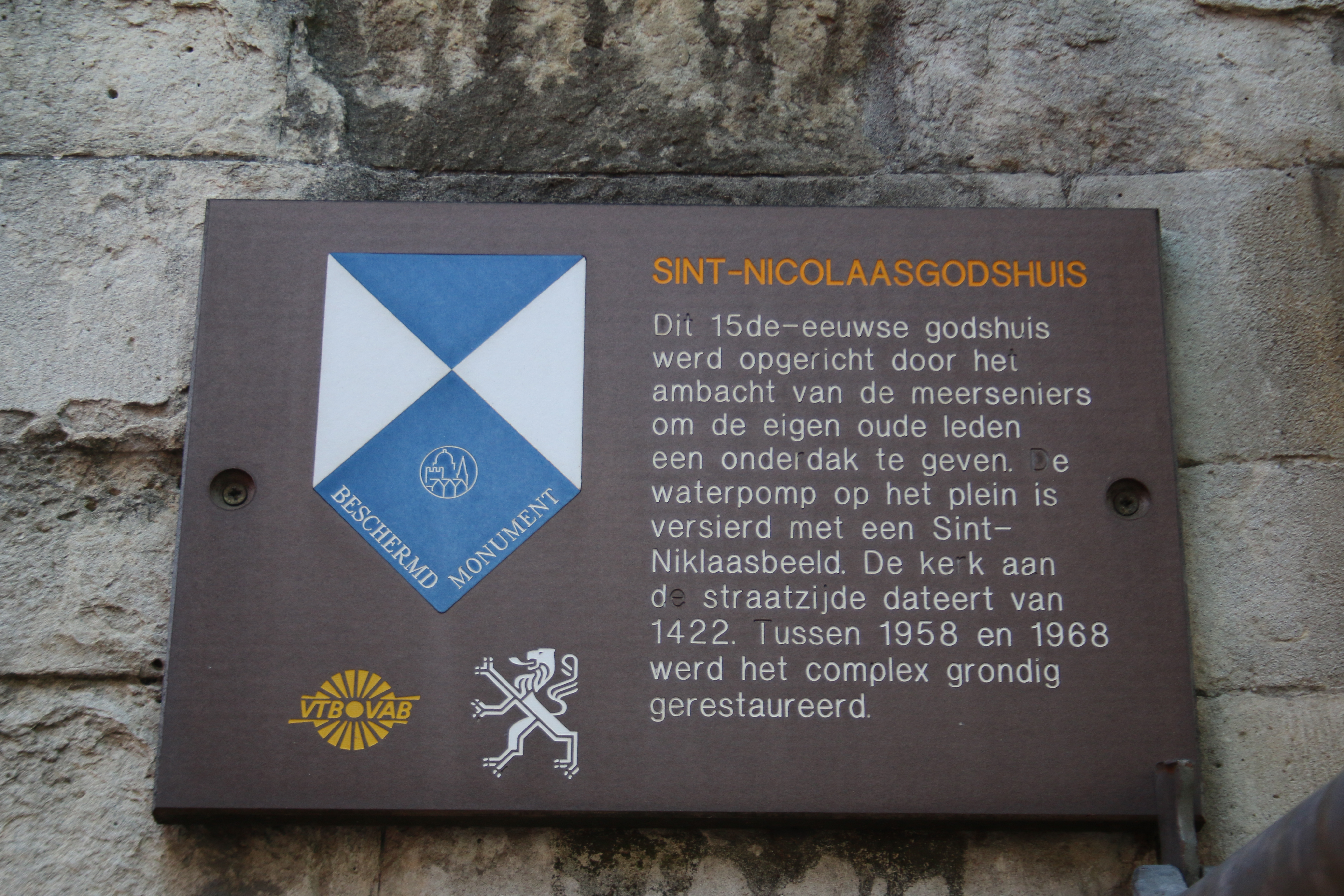